# Iberodorcadion mimomucidum
Iberodorcadion mimomucidum é uma espécie de insetos coleópteros polífagos pertencente à família Cerambycidae.
A autoridade científica da espécie é Breuning, tendo sido descrita no ano de 1976.
Trata-se de uma espécie presente no território português.